# Berberis khorasanica
Berberis khorasanica är en berberisväxtart som beskrevs av Kasimierz Browicz och Zielinski. Berberis khorasanica ingår i släktet berberisar, och familjen berberisväxter. Inga underarter finns listade i Catalogue of Life.